# Jeremy Thomas
Jeremy Thomas (Londres, 26 de julho de 1949) é um produtor cinematográfico britânico.